# Curt Löwgren
Curt Löwgren, född Curt Antonius Löwgren den 20 december 1908 i Jukkasjärvi, död den 15 mars 1967 i Råsunda, var en svensk skådespelare.  

## Biografi
Löwgren började turnera på 1930-talet i Gösta Jonssons folkparksrevyer. Efter några år på olika teaterscener i Stockholm kom han 1941 till Casino vid Bryggargatan, där gjorde han bland annat stor succé som en av de mordiska fastrarna i crazyrevyn Sista skriket 1943. Han var engagerad vid Södran och Scalateatern, men allra störst succé gjorde han i folkparkerna.
Löwgren filmdebuterade 1938 i Sigurd Walléns Med folket för fosterlandet och kom att medverka i ca 40 långfilmer. Under sina sista år samarbetade han med Nils Poppe i Lorden från gränden, där han spelade den dövstumme Lord Jasper. Mest känd torde han ha blivit genom olika roller i Åsa-Nissefilmerna.
Curt Löwgren är begravd på Solna kyrkogård.

## Filmografi i urval
- 1943 – I mörkaste Småland
- 1944 – Fattiga riddare
- 1944 – Sabotage
- 1945 – Jagad
- 1946 – Hotell Kåkbrinken
- 1946 – Möte i natten
- 1953 – Gycklarnas afton
- 1953 – Dansa min docka
- 1953 – Frånskild
- 1953 – Kungen av Dalarna
- 1954 – Hästhandlarens flickor
- 1955 – Hemsöborna
- 1955 – Enhörningen
- 1955 – Giftas
- 1955 – Hoppsan!
- 1956 – Litet bo
- 1956 – Där möllorna gå...
- 1956 – Johan på Snippen
- 1956 – Lille Fridolf och jag
- 1956 – Sjunde himlen
- 1956 – Flickan i frack
- 1957 – Johan på Snippen tar hem spelet
- 1957 – Möten i skymningen
- 1958 – Körkarlen
- 1958 – Fröken April
- 1958 – Mannekäng i rött
- 1958 – Du är mitt äventyr
- 1958 – Åsa-Nisse i kronans kläder
- 1958 – Den store amatören
- 1958 – Damen i svart
- 1958 – Kvinna i leopard
- 1958 – Musik ombord
- 1959 – Ryttare i blått
- 1959 – Fly mej en greve
- 1959 – Lejon på stan
- 1959 – Åsa-Nisse jubilerar
- 1959 – Guldgrävarna
- 1960 – Sommar och syndare
- 1960 – Åsa-Nisse som polis
- 1961 – Ljuvlig är sommarnatten
- 1962 – En nolla för mycket
- 1962 – Vita frun
- 1963 – Tre dar i buren
- 1963 – Åsa-Nisse och tjocka släkten
- 1963 – Den gula bilen
- 1965 – Åsa-Nisse slår till
- 1966 – Adamsson i Sverige

## Teater

### Roller (ej komplett)
| År   | Roll           | Produktion                                                                             | Regi           | Teater        |
| ---- | -------------- | -------------------------------------------------------------------------------------- | -------------- | ------------- |
| 1941 | Medverkande    | Hör oss, Klara, revy Stig Bergendorff och Gösta Bernhard                               | Inga Hodell    | Casinoteatern |
| 1942 | Medverkande    | Handen på hjärtat, revy Stig Bergendorff och Gösta Bernhard                            | Inga Hodell    | Casinoteatern |
| 1942 | Medverkande    | Så blev det vår igen, revy Stig Bergendorff och Gösta Bernhard                         | Inga Hodell    | Casinoteatern |
| 1942 | Medverkande    | Välj Klara!, revy Stig Bergendorff och Gösta Bernhard                                  | Inga Hodell    | Casinoteatern |
| 1943 | Medverkande    | Kom i kostym, revy Stig Bergendorff och Gösta Bernhard                                 | Inga Hodell    | Casinoteatern |
| 1943 | Medverkande    | Sista skriket, revy Stig Bergendorff och Gösta Bernhard                                | Inga Hodell    | Casinoteatern |
| 1944 | Medverkande    | Tjugo svarta fötter, revy Stig Bergendorff och Gösta Bernhard                          | Gösta Terserus | Casinoteatern |
| 1951 | Medverkande    | Vi valsar igen, revy Nils Perne och Sven Paddock                                       | Sven Paddock   | Scalateatern  |
| 1952 | Medverkande    | Här håller vi hus, revy Nils Perne, Sven Paddock, Lars Perne och Carl-Gustaf Lindstedt | Sven Paddock   | Scalateatern  |
| 1954 | Militärläkaren | Popperetten Bom Adolf Schütz, Paul Baudisch, Jules Sylvain och Gösta Rybrant           | Nils Poppe     | Vasateatern   |

## Radioteater

### Roller
| År   | Roll        | Produktion                                                           | Regi          |
| ---- | ----------- | -------------------------------------------------------------------- | ------------- |
| 1944 | Medverkande | Den stora vårutredningen 1944, revy Georg Eliasson och Gösta Rybrant | Palle Brunius |